# 넬송 올리베이라
넬송 미겔 카스트루 올리베이라(Nélson Miguel Castro Oliveira, 1991년 8월 8일 바르셀루스 ~ )는 포르투갈의 축구 선수로, 현재 튀르키예 쉬페르리그의 코니아스포르 소속의 스트라이커이다.